# Équipe d'Iran de football à la Coupe du monde 2018
Cet article relate le parcours de l’équipe d'Iran de football lors de la Coupe du monde de football 2018 organisée en Russie du 14 juin au 15 juillet 2018.

## Qualifications

### Deuxième tour -  Groupe D
| Rang | Équipe       | Pts | J | G | N | P | Bp | Bc | Diff |  | Résultats (▼ dom., ► ext.) |     |     |     |     |     |
| ---- | ------------ | --- | - | - | - | - | -- | -- | ---- |  | -------------------------- | --- | --- | --- | --- | --- |
| 1    | Iran         | 20  | 8 | 6 | 2 | 0 | 26 | 3  | +23  |  | Iran                       |     | 2-0 | 3-1 | 6-0 | 4-0 |
| 2    | Oman         | 14  | 8 | 4 | 2 | 2 | 11 | 7  | +4   |  | Oman                       | 1-1 |     | 3-1 | 1-0 | 3-0 |
| 3    | Turkménistan | 13  | 8 | 4 | 1 | 3 | 10 | 11 | -1   |  | Turkménistan               | 1-1 | 2-1 |     | 1-0 | 2-1 |
| 4    | Guam         | 7   | 8 | 2 | 1 | 5 | 3  | 16 | -13  |  | Guam                       | 0-6 | 0-0 | 1-0 |     | 2-1 |
| 5    | Inde         | 3   | 8 | 1 | 0 | 7 | 5  | 18 | -13  |  | Inde                       | 0-3 | 1-2 | 1-2 | 1-0 |     |

### Troisième tour -  Groupe A
| Rang | Équipe       | Pts | J  | G | N | P | Bp | Bc | Diff |  | Résultats (▼ dom., ► ext.) |     |     |     |     |     |     |
| ---- | ------------ | --- | -- | - | - | - | -- | -- | ---- |  | -------------------------- | --- | --- | --- | --- | --- | --- |
| 1    | Iran         | 22  | 10 | 6 | 4 | 0 | 10 | 2  | +8   |  | Iran                       |     | 1-0 | 2-2 | 2-0 | 1-0 | 2-0 |
| 2    | Corée du Sud | 15  | 10 | 4 | 3 | 3 | 11 | 10 | +1   |  | Corée du Sud               | 0-0 |     | 1-0 | 2-1 | 3-2 | 3-2 |
| 3    | Syrie        | 13  | 10 | 3 | 4 | 3 | 9  | 8  | +1   |  | Syrie                      | 0-0 | 0-0 |     | 1-0 | 2-2 | 3-1 |
| 4    | Ouzbékistan  | 13  | 10 | 4 | 1 | 5 | 6  | 7  | -1   |  | Ouzbékistan                | 0-1 | 0-0 | 1-0 |     | 2-0 | 1-0 |
| 5    | Chine        | 12  | 10 | 3 | 3 | 4 | 8  | 10 | -2   |  | Chine                      | 0-0 | 1-0 | 0-1 | 1-0 |     | 0-0 |
| 6    | Qatar        | 7   | 10 | 2 | 1 | 7 | 8  | 15 | -7   |  | Qatar                      | 0-1 | 3-2 | 1-0 | 0-1 | 1-2 |     |

## Préparation de l'événement
Détails des matchs amicaux
| Match amical       | Iran                                            | 4 - 0   | Sierra Leone |                                                                                |                                                                                |
| 17 mars 2018 13h00 | Khanzadeh 14e · Gholizadeh 18e 48e · Rezael 35e | (3 - 0) |              | Azadi Sports Stadium Téhéran Spectateurs : 3 000 Arbitrage : Mouood Bonyadifar | Azadi Sports Stadium Téhéran Spectateurs : 3 000 Arbitrage : Mouood Bonyadifar |

| Match amical       | Tunisie             | 1 - 0   | Iran |                                                                                    |                                                                                    |
| 23 mars 2018 19h15 | Mohammadi 71e (csc) | (0 - 0) |      | Stade olympique de Radès Radès Spectateurs : 5 000 Arbitrage : Ibrahim Nour El Din | Stade olympique de Radès Radès Spectateurs : 5 000 Arbitrage : Ibrahim Nour El Din |

| Match amical       | Iran                    | 2 - 1   | Algérie    |                                                                  |                                                                  |
| 27 mars 2018 18h00 | Azmoun 11e · Taremi 19e | (2 - 0) | Chafaï 56e | UPC-Arena Graz Spectateurs : 1 500 Arbitrage : Julian Weinberger | UPC-Arena Graz Spectateurs : 1 500 Arbitrage : Julian Weinberger |

| Match amical | Iran        | 1 - 0   | Ouzbékistan |                      |                      |
| 18 mai 2018  | Cheshmi 17e | (1 - 0) |             | Stade Azadi, Téhéran | Stade Azadi, Téhéran |

| Match amical | Turquie      | 2 - 1   | Iran                 |                               |                               |
| 28 mai 2018  | Tosun 6e 50e | (1 - 0) | 90+2e (pen.) Dejagah | Stade Fatih-Terim, Başakşehir | Stade Fatih-Terim, Başakşehir |

| Match amical | Iran           | 1 - 0   | Lituanie |                        |                        |
| 8 juin 2018  | Ansarifard 88e | (0 - 0) |          | Otkrytie Arena, Moscou | Otkrytie Arena, Moscou |

## Effectif
L'effectif de l'Iran, est connu le 4 juin 2018.
| Numéro / Nom       | Numéro / Nom            | Club                 | Date de naissance et âge*  | J.              | Buts            |                 |                 |                 |
| Gardiens de but    | Gardiens de but         | Gardiens de but      | Gardiens de but            | Gardiens de but | Gardiens de but | Gardiens de but | Gardiens de but | Gardiens de but |
| ------------------ | ----------------------- | -------------------- | -------------------------- | --------------- | --------------- | --------------- | --------------- | --------------- |
| 01                 | Alireza Beiranvand      | Persépolis Téhéran   | 21 septembre 1992 (25 ans) | 3               | 0               | 0               | 0               | 0               |
| 12                 | Mohammad Mazaheri       | Zob Ahan             | 18 mai 1989 (29 ans)       | 0               | 0               | 0               | 0               | 0               |
| 22                 | Amir Abedzadeh          | CS Marítimo          | 26 avril 1993 (25 ans)     | 0               | 0               | 0               | 0               | 0               |
| Défenseurs         |                         |                      |                            |                 |                 |                 |                 |                 |
| 05                 | Milad Mohammadi         | Akhmat Grozny        | 29 septembre 1993 (24 ans) | 2               | 0               | 0               | 0               | 0               |
| 04                 | Rouzbeh Cheshmi         | Esteghlal Téhéran    | 24 juillet 1993 (24 ans)   | 1               | 0               | 0               | 0               | 0               |
| 08                 | Morteza Pouraliganji    | Al-Sadd              | 19 avril 1992 (26 ans)     | 3               | 0               | 0               | 0               | 0               |
| 13                 | Mohammad Reza Khanzadeh | Padideh Mechhed (en) | 11 mai 1991 (27 ans)       | 0               | 0               | 0               | 0               | 0               |
| 15                 | Pejman Montazeri        | Esteghlal Téhéran    | 6 septembre 1983 (34 ans)  | 0               | 0               | 0               | 0               | 0               |
| 19                 | Majid Hosseini          | Esteghlal Téhéran    | 20 juin 1996 (21 ans)      | 3               | 0               | 0               | 0               | 0               |
| 23                 | Ramin Rezaeian          | KV Ostende           | 21 mars 1990 (28 ans)      | 3               | 0               | 0               | 0               | 0               |
| Milieux de terrain |                         |                      |                            |                 |                 |                 |                 |                 |
| 02                 | Mahdi Torabi            | Saipa Karaj          | 10 septembre 1994 (23 ans) | 0               | 0               | 0               | 0               | 0               |
| 03                 | Ehsan Hajsafi           | Olympiakos           | 25 février 1990 (28 ans)   | 3               | 0               | 1               | 0               | 0               |
| 06                 | Saeid Ezatolahi         | Amkar Perm           | 1er octobre 1996 (21 ans)  | 2               | 0               | 0               | 0               | 0               |
| 07                 | Masoud Shojaei          | AEK Athènes          | 9 juin 1984 (34 ans)       | 1               | 0               | 1               | 0               | 0               |
| 09                 | Omid Ebrahimi           | Esteghlal Téhéran    | 16 septembre 1987 (30 ans) | 3               | 0               | 1               | 0               | 0               |
| 11                 | Vahid Amiri             | Persépolis Téhéran   | 2 avril 1988 (30 ans)      | 3               | 0               | 1               | 0               | 0               |
| 14                 | Saman Ghoddos           | Östersunds FK        | 6 septembre 1993 (24 ans)  | 3               | 0               | 0               | 0               | 0               |
| 21                 | Ashkan Dejagah          | Nottingham Forest    | 5 juillet 1986 (31 ans)    | 0               | 0               | 0               | 0               | 0               |
| Attaquants         |                         |                      |                            |                 |                 |                 |                 |                 |
| 10                 | Karim Ansarifard        | Olympiakos           | 3 avril 1990 (28 ans)      | 3               | 1               | 1               | 0               | 0               |
| 16                 | Reza Ghoochannejhad     | Heerenveen           | 20 septembre 1987 (30 ans) | 0               | 0               | 0               | 0               | 0               |
| 17                 | Mehdi Taremi            | Al-Gharafa           | 18 juillet 1992 (25 ans)   | 3               | 0               | 0               | 0               | 0               |
| 18                 | Alireza Jahanbakhsh     | AZ Alkmaar           | 11 août 1993 (24 ans)      | 3               | 0               | 1               | 0               | 0               |
| 20                 | Sardar Azmoun           | Rubin Kazan          | 1er janvier 1995 (23 ans)  | 3               | 0               | 1               | 0               | 0               |
| Sélectionneur      |                         |                      |                            |                 |                 |                 |                 |                 |
|                    | Carlos Queiroz          |                      | 1er mars 1953 (65 ans)     |                 |                 |                 |                 |                 |

* NB : Les âges sont calculés au début de la Coupe du monde 2018, le 14 juin 2018.

## Coupe du monde

### Premier tour - Groupe B
|   | Équipe   | Pts | J | G | N | P | Bp | Bc | Diff |
| 1 | Espagne  | 5   | 3 | 1 | 2 | 0 | 6  | 5  | +1   |
| 2 | Portugal | 5   | 3 | 1 | 2 | 0 | 5  | 4  | +1   |
| 3 | Iran     | 4   | 3 | 1 | 1 | 1 | 2  | 2  | 0    |
| 4 | Maroc    | 1   | 3 | 0 | 1 | 2 | 2  | 4  | -2   |

| 3  | 15 juin 2018 | Maroc    | 0 - 1 | Iran     |
| 4  | 15 juin 2018 | Portugal | 3 - 3 | Espagne  |
| 19 | 20 juin 2018 | Portugal | 1 - 0 | Maroc    |
| 20 | 20 juin 2018 | Iran     | 0 - 1 | Espagne  |
| 35 | 25 juin 2018 | Iran     | 1 - 1 | Portugal |
| 36 | 25 juin 2018 | Espagne  | 2 - 2 | Maroc    |

#### Maroc - Iran
| Match 3                                                  | Maroc   | 0 - 1   | Iran                        | Stade Krestovski, Saint-Pétersbourg           |                                               |
| 15 juin 2018 · 18:00 (UTC+3) · Historique des rencontres |         | (0 - 0) | 90+5e (csc) Aziz Bouhaddouz | Spectateurs : 62 548 Arbitrage : Cüneyt Çakır | Spectateurs : 62 548 Arbitrage : Cüneyt Çakır |
| 15 juin 2018 · 18:00 (UTC+3) · Historique des rencontres | Rapport |         |                             | Spectateurs : 62 548 Arbitrage : Cüneyt Çakır | Spectateurs : 62 548 Arbitrage : Cüneyt Çakır |

| Maroc | Iran |

| MAROC :         |    |                       |     |     |
|                 |    |                       |     |     |
| Gardien de but  | 12 | Munir Mohand Mohamedi |     |     |
|                 | 02 | Achraf Hakimi         |     |     |
|                 | 05 | Medhi Benatia         |     |     |
|                 | 06 | Romain Saïss          |     |     |
|                 | 14 | Mbark Boussoufa       |     |     |
|                 | 07 | Hakim Ziyech          |     |     |
|                 | 08 | Karim El Ahmadi       | 34e |     |
|                 | 18 | Amine Harit           |     | 82e |
|                 | 16 | Nordin Amrabat        |     | 76e |
|                 | 09 | Ayoub El Kaabi        |     | 76e |
|                 | 10 | Younès Belhanda       |     |     |
| Remplaçants :   |    |                       |     |     |
|                 | 21 | Sofyan Amrabat        |     | 76e |
|                 | 20 | Aziz Bouhaddouz       |     | 76e |
|                 | 04 | Manuel da Costa       |     | 82e |
| Sélectionneur : |    |                       |     |     |
| Hervé Renard    |    |                       |     |     |

| IRAN :          |    |                      |       |     |
|                 |    |                      |       |     |
| Gardien de but  | 01 | Alireza Beiranvand   |       |     |
|                 | 23 | Ramin Rezaeian       |       |     |
|                 | 04 | Rouzbeh Cheshmi      |       |     |
|                 | 08 | Morteza Pouraliganji |       |     |
|                 | 10 | Karim Ansarifard     | 90+2e |     |
|                 | 09 | Omid Ebrahimi        |       | 81e |
|                 | 03 | Ehsan Hajsafi        |       |     |
|                 | 07 | Masoud Shojaei       | 10e   | 68e |
|                 | 18 | Alireza Jahanbakhsh  | 47e   | 85e |
|                 | 20 | Sardar Azmoun        |       |     |
|                 | 11 | Vahid Amiri          |       |     |
| Remplaçants :   |    |                      |       |     |
|                 | 17 | Mehdi Taremi         |       | 68e |
|                 | 19 | Majid Hosseini       |       | 81e |
|                 | 14 | Saman Ghoddos        |       | 85e |
| Sélectionneur : |    |                      |       |     |
| Carlos Queiroz  |    |                      |       |     |

| Assistants : Bahattin Duran Tarik Ongun Quatrième arbitre : Sergei Karasev Cinquième arbitre : Anton Averianov Arbitre vidéo : Felix Zwayer Assistants arbitre vidéo : Bastian Dankert Mark Borsch Jair Marrufo Homme du Match : Amine Harit |

#### Iran - Espagne
| Match 20                                                 | Iran    | 0 - 1   | Espagne         | Kazan Arena, Kazan                            |                                               |
| 20 juin 2018 · 21:00 (UTC+3) · Historique des rencontres |         | (0 - 0) | 54e Diego Costa | Spectateurs : 42 718 Arbitrage : Andrés Cunha | Spectateurs : 42 718 Arbitrage : Andrés Cunha |
| 20 juin 2018 · 21:00 (UTC+3) · Historique des rencontres | Rapport |         |                 | Spectateurs : 42 718 Arbitrage : Andrés Cunha | Spectateurs : 42 718 Arbitrage : Andrés Cunha |

| Iran | Espagne |

| IRAN :          |    |                      |       |     |
|                 |    |                      |       |     |
| Gardien de but  | 01 | Alireza Beiranvand   |       |     |
|                 | 23 | Ramin Rezaeian       |       |     |
|                 | 19 | Majid Hosseini       |       |     |
|                 | 08 | Morteza Pouraliganji |       |     |
|                 | 03 | Ehsan Hajsafi        |       | 69e |
|                 | 09 | Omid Ebrahimi        | 90+2e |     |
|                 | 06 | Saeid Ezatolahi      |       |     |
|                 | 10 | Karim Ansarifard     |       | 74e |
|                 | 17 | Mehdi Taremi         |       |     |
|                 | 11 | Vahid Amiri          | 79e   | 86e |
|                 | 20 | Sardar Azmoun        |       |     |
| Remplaçants :   |    |                      |       |     |
|                 | 05 | Milad Mohammadi      |       | 69e |
|                 | 18 | Alireza Jahanbakhsh  |       | 74e |
|                 | 14 | Saman Ghoddos        |       | 86e |
| Sélectionneur : |    |                      |       |     |
| Carlos Queiroz  |    |                      |       |     |

| ESPAGNE :       |    |                 |  |     |
|                 |    |                 |  |     |
| Gardien de but  | 01 | David de Gea    |  |     |
|                 | 02 | Dani Carvajal   |  |     |
|                 | 03 | Gerard Piqué    |  |     |
|                 | 15 | Sergio Ramos    |  |     |
|                 | 18 | Jordi Alba      |  |     |
|                 | 05 | Sergio Busquets |  |     |
|                 | 06 | Andrés Iniesta  |  | 71e |
|                 | 21 | David Silva     |  |     |
|                 | 22 | Isco            |  |     |
|                 | 11 | Lucas Vázquez   |  | 79e |
|                 | 19 | Diego Costa     |  | 89e |
| Remplaçants :   |    |                 |  |     |
|                 | 08 | Koke            |  | 71e |
|                 | 20 | Marco Asensio   |  | 79e |
|                 | 09 | Rodrigo         |  | 89e |
| Sélectionneur : |    |                 |  |     |
| Fernando Hierro |    |                 |  |     |

| Assistants : Nicolás Tarán Mauricio Espinosa Quatrième arbitre : Julio Bascuñán Cinquième arbitre : Christian Schiemann Arbitre vidéo : Mauro Vigliano Assistants arbitre vidéo : Wilton Sampaio Alexander Guzmán Massimiliano Irrati Homme du Match : Diego Costa |

#### Iran - Portugal
| Match 35                                                 | Iran                          | 1 - 1   | Portugal                             | Stade de Mordovie, Saransk                       |                                                  |
| 25 juin 2018 · 21:00 (UTC+2) · Historique des rencontres | Karim Ansarifard 90+3e (pen.) | (0 - 1) | 45e Ricardo Quaresma (Adrien Silva ) | Spectateurs : 41 685 Arbitrage : Enrique Cáceres | Spectateurs : 41 685 Arbitrage : Enrique Cáceres |
| 25 juin 2018 · 21:00 (UTC+2) · Historique des rencontres | Rapport                       |         |                                      | Spectateurs : 41 685 Arbitrage : Enrique Cáceres | Spectateurs : 41 685 Arbitrage : Enrique Cáceres |

| Iran | Portugal |

| IRAN :          |    |                      |     |     |
|                 |    |                      |     |     |
| Gardien de but  | 01 | Alireza Beiranvand   |     |     |
|                 | 23 | Ramin Rezaeian       |     |     |
|                 | 19 | Majid Hosseini       |     |     |
|                 | 08 | Morteza Pouraliganji |     |     |
|                 | 03 | Ehsan Hajsafi        | 52e | 56e |
|                 | 06 | Saeid Ezatolahi      |     | 76e |
|                 | 18 | Alireza Jahanbakhsh  |     | 70e |
|                 | 09 | Omid Ebrahimi        |     |     |
|                 | 17 | Mehdi Taremi         |     |     |
|                 | 11 | Vahid Amiri          |     |     |
|                 | 20 | Sardar Azmoun        | 54e |     |
| Remplaçants :   |    |                      |     |     |
|                 | 05 | Milad Mohammadi      |     | 56e |
|                 | 14 | Saman Ghoddos        |     | 70e |
|                 | 10 | Karim Ansarifard     |     | 76e |
| Sélectionneur : |    |                      |     |     |
| Carlos Queiroz  |    |                      |     |     |

| PORTUGAL :      |    |                   |       |       |
|                 |    |                   |       |       |
| Gardien de but  | 01 | Rui Patrício      |       |       |
|                 | 21 | Cédric Soares     | 90+8e |       |
|                 | 03 | Pepe              |       |       |
|                 | 06 | José Fonte        |       |       |
|                 | 05 | Raphaël Guerreiro | 33e   |       |
|                 | 20 | Ricardo Quaresma  | 64e   | 70e   |
|                 | 14 | William Carvalho  |       |       |
|                 | 23 | Adrien Silva      |       |       |
|                 | 10 | João Mário        |       | 84e   |
|                 | 09 | André Silva       |       | 90+6e |
|                 | 07 | Cristiano Ronaldo | 83e   |       |
| Remplaçants :   |    |                   |       |       |
|                 | 11 | Bernardo Silva    |       | 70e   |
|                 | 08 | João Moutinho     |       | 84e   |
|                 | 17 | Gonçalo Guedes    |       | 90+6e |
| Sélectionneur : |    |                   |       |       |
| Fernando Santos |    |                   |       |       |

| Assistants : Eduardo Cardozo Juan Zorrilla Quatrième arbitre : Mehdi Abid Charef Cinquième arbitre : Anouar Hmila Arbitre vidéo : Massimiliano Irrati Assistants arbitre vidéo : Gery Vargas Hernán Maidana Paolo Valeri Homme du Match : Ricardo Quaresma |

## Statistiques

### Temps de jeu
| Joueur                  |          |          |          | TT       | But inscrit | Passe décisive | MJ       | MT       | Légende |
| ----------------------- | -------- | -------- | -------- | -------- | ----------- | -------------- | -------- | -------- | --- |
| Gardiens                | Gardiens | Gardiens | Gardiens | Gardiens | Gardiens    | Gardiens       | Gardiens | Gardiens | Abréviations et symboles : TT : Total de minutes jouées MJ : Nombre de matchs joués MT : Matchs joués en tant que titulaire : but (csc) : but contre son camp : passe décisive : joueur entré : joueur remplacé : capitaine : carton jaune : carton rouge |
| Alireza Beiranvand      | 90       | 90       | 90       | 270      | -           | -              | 3        | 3        | Abréviations et symboles : TT : Total de minutes jouées MJ : Nombre de matchs joués MT : Matchs joués en tant que titulaire : but (csc) : but contre son camp : passe décisive : joueur entré : joueur remplacé : capitaine : carton jaune : carton rouge |
| Mohammad Mazaheri       | -        | -        | -        | -        | -           | -              | -        | -        | Abréviations et symboles : TT : Total de minutes jouées MJ : Nombre de matchs joués MT : Matchs joués en tant que titulaire : but (csc) : but contre son camp : passe décisive : joueur entré : joueur remplacé : capitaine : carton jaune : carton rouge |
| Amir Abedzadeh          | -        | -        | -        | -        | -           | -              | -        | -        | Abréviations et symboles : TT : Total de minutes jouées MJ : Nombre de matchs joués MT : Matchs joués en tant que titulaire : but (csc) : but contre son camp : passe décisive : joueur entré : joueur remplacé : capitaine : carton jaune : carton rouge |
| Défenseurs              |          |          |          |          |             |                |          |          | Abréviations et symboles : TT : Total de minutes jouées MJ : Nombre de matchs joués MT : Matchs joués en tant que titulaire : but (csc) : but contre son camp : passe décisive : joueur entré : joueur remplacé : capitaine : carton jaune : carton rouge |
| Milad Mohammadi         | -        | 21       | 34       | 55       | -           | -              | 2        | -        | Abréviations et symboles : TT : Total de minutes jouées MJ : Nombre de matchs joués MT : Matchs joués en tant que titulaire : but (csc) : but contre son camp : passe décisive : joueur entré : joueur remplacé : capitaine : carton jaune : carton rouge |
| Rouzbeh Cheshmi         | 90       | -        | -        | 90       | -           | -              | 1        | 1        | Abréviations et symboles : TT : Total de minutes jouées MJ : Nombre de matchs joués MT : Matchs joués en tant que titulaire : but (csc) : but contre son camp : passe décisive : joueur entré : joueur remplacé : capitaine : carton jaune : carton rouge |
| Morteza Pouraliganji    | 90       | 90       | 90       | 270      | -           | -              | 3        | 3        | Abréviations et symboles : TT : Total de minutes jouées MJ : Nombre de matchs joués MT : Matchs joués en tant que titulaire : but (csc) : but contre son camp : passe décisive : joueur entré : joueur remplacé : capitaine : carton jaune : carton rouge |
| Mohammad Reza Khanzadeh | -        | -        | -        | -        | -           | -              | -        | -        | Abréviations et symboles : TT : Total de minutes jouées MJ : Nombre de matchs joués MT : Matchs joués en tant que titulaire : but (csc) : but contre son camp : passe décisive : joueur entré : joueur remplacé : capitaine : carton jaune : carton rouge |
| Pejman Montazeri        | -        | -        | -        | -        | -           | -              | -        | -        | Abréviations et symboles : TT : Total de minutes jouées MJ : Nombre de matchs joués MT : Matchs joués en tant que titulaire : but (csc) : but contre son camp : passe décisive : joueur entré : joueur remplacé : capitaine : carton jaune : carton rouge |
| Majid Hosseini          | 9        | 90       | 90       | 189      | -           | -              | 3        | 2        | Abréviations et symboles : TT : Total de minutes jouées MJ : Nombre de matchs joués MT : Matchs joués en tant que titulaire : but (csc) : but contre son camp : passe décisive : joueur entré : joueur remplacé : capitaine : carton jaune : carton rouge |
| Ramin Rezaeian          | 90       | 90       | 90       | 270      | -           | -              | 3        | 3        | Abréviations et symboles : TT : Total de minutes jouées MJ : Nombre de matchs joués MT : Matchs joués en tant que titulaire : but (csc) : but contre son camp : passe décisive : joueur entré : joueur remplacé : capitaine : carton jaune : carton rouge |
| Milieux                 |          |          |          |          |             |                |          |          | Abréviations et symboles : TT : Total de minutes jouées MJ : Nombre de matchs joués MT : Matchs joués en tant que titulaire : but (csc) : but contre son camp : passe décisive : joueur entré : joueur remplacé : capitaine : carton jaune : carton rouge |
| Mahdi Torabi            | -        | -        | -        | -        | -           | -              | -        | -        | Abréviations et symboles : TT : Total de minutes jouées MJ : Nombre de matchs joués MT : Matchs joués en tant que titulaire : but (csc) : but contre son camp : passe décisive : joueur entré : joueur remplacé : capitaine : carton jaune : carton rouge |
| Ehsan Hajsafi           | 90       | 69       | 56       | 218      | -           | -              | 3        | 3        | Abréviations et symboles : TT : Total de minutes jouées MJ : Nombre de matchs joués MT : Matchs joués en tant que titulaire : but (csc) : but contre son camp : passe décisive : joueur entré : joueur remplacé : capitaine : carton jaune : carton rouge |
| Saeid Ezatolahi         | -        | 90       | 76       | 166      | -           | -              | 2        | 2        | Abréviations et symboles : TT : Total de minutes jouées MJ : Nombre de matchs joués MT : Matchs joués en tant que titulaire : but (csc) : but contre son camp : passe décisive : joueur entré : joueur remplacé : capitaine : carton jaune : carton rouge |
| Masoud Shojaei          | 68       | -        | -        | 68       | -           | -              | 1        | 1        | Abréviations et symboles : TT : Total de minutes jouées MJ : Nombre de matchs joués MT : Matchs joués en tant que titulaire : but (csc) : but contre son camp : passe décisive : joueur entré : joueur remplacé : capitaine : carton jaune : carton rouge |
| Omid Ebrahimi           | 81       | 90       | 90       | 261      | -           | -              | 3        | 3        | Abréviations et symboles : TT : Total de minutes jouées MJ : Nombre de matchs joués MT : Matchs joués en tant que titulaire : but (csc) : but contre son camp : passe décisive : joueur entré : joueur remplacé : capitaine : carton jaune : carton rouge |
| Vahid Amiri             | 90       | 86       | 90       | 266      | -           | -              | 3        | 3        | Abréviations et symboles : TT : Total de minutes jouées MJ : Nombre de matchs joués MT : Matchs joués en tant que titulaire : but (csc) : but contre son camp : passe décisive : joueur entré : joueur remplacé : capitaine : carton jaune : carton rouge |
| Saman Ghoddos           | 5        | 4        | 20       | 29       | -           | -              | 3        | -        | Abréviations et symboles : TT : Total de minutes jouées MJ : Nombre de matchs joués MT : Matchs joués en tant que titulaire : but (csc) : but contre son camp : passe décisive : joueur entré : joueur remplacé : capitaine : carton jaune : carton rouge |
| Ashkan Dejagah          | -        | -        | -        | -        | -           | -              | -        | -        | Abréviations et symboles : TT : Total de minutes jouées MJ : Nombre de matchs joués MT : Matchs joués en tant que titulaire : but (csc) : but contre son camp : passe décisive : joueur entré : joueur remplacé : capitaine : carton jaune : carton rouge |
| Attaquants              |          |          |          |          |             |                |          |          | Abréviations et symboles : TT : Total de minutes jouées MJ : Nombre de matchs joués MT : Matchs joués en tant que titulaire : but (csc) : but contre son camp : passe décisive : joueur entré : joueur remplacé : capitaine : carton jaune : carton rouge |
| Karim Ansarifard        | 90       | 74       | 14       | 178      | 1           | -              | 3        | 2        | Abréviations et symboles : TT : Total de minutes jouées MJ : Nombre de matchs joués MT : Matchs joués en tant que titulaire : but (csc) : but contre son camp : passe décisive : joueur entré : joueur remplacé : capitaine : carton jaune : carton rouge |
| Reza Ghoochannejhad     | -        | -        | -        | -        | -           | -              | -        | -        | Abréviations et symboles : TT : Total de minutes jouées MJ : Nombre de matchs joués MT : Matchs joués en tant que titulaire : but (csc) : but contre son camp : passe décisive : joueur entré : joueur remplacé : capitaine : carton jaune : carton rouge |
| Mehdi Taremi            | 22       | 90       | 90       | 202      | -           | -              | 3        | 2        | Abréviations et symboles : TT : Total de minutes jouées MJ : Nombre de matchs joués MT : Matchs joués en tant que titulaire : but (csc) : but contre son camp : passe décisive : joueur entré : joueur remplacé : capitaine : carton jaune : carton rouge |
| Alireza Jahanbakhsh     | 85       | 16       | 70       | 171      | -           | -              | 3        | 2        | Abréviations et symboles : TT : Total de minutes jouées MJ : Nombre de matchs joués MT : Matchs joués en tant que titulaire : but (csc) : but contre son camp : passe décisive : joueur entré : joueur remplacé : capitaine : carton jaune : carton rouge |
| Sardar Azmoun           | 90       | 90       | 90       | 270      | -           | -              | 3        | 3        | Abréviations et symboles : TT : Total de minutes jouées MJ : Nombre de matchs joués MT : Matchs joués en tant que titulaire : but (csc) : but contre son camp : passe décisive : joueur entré : joueur remplacé : capitaine : carton jaune : carton rouge |
| CSC                     |          |          |          |          |             |                |          |          | Abréviations et symboles : TT : Total de minutes jouées MJ : Nombre de matchs joués MT : Matchs joués en tant que titulaire : but (csc) : but contre son camp : passe décisive : joueur entré : joueur remplacé : capitaine : carton jaune : carton rouge |
| But contre son camp     | 1 (csc)  | -        | -        | -        | 1           | -              | -        | -        | Abréviations et symboles : TT : Total de minutes jouées MJ : Nombre de matchs joués MT : Matchs joués en tant que titulaire : but (csc) : but contre son camp : passe décisive : joueur entré : joueur remplacé : capitaine : carton jaune : carton rouge |
| TOTAL                   |          |          |          |          |             |                |          |          | Abréviations et symboles : TT : Total de minutes jouées MJ : Nombre de matchs joués MT : Matchs joués en tant que titulaire : but (csc) : but contre son camp : passe décisive : joueur entré : joueur remplacé : capitaine : carton jaune : carton rouge |
| Équipe d'Iran           | 90       | 90       | 90       | 270      | 2           | 0              | 3        | -        | Abréviations et symboles : TT : Total de minutes jouées MJ : Nombre de matchs joués MT : Matchs joués en tant que titulaire : but (csc) : but contre son camp : passe décisive : joueur entré : joueur remplacé : capitaine : carton jaune : carton rouge |

| Buts    | Joueurs          | Adversaires |
| ------- | ---------------- | ----------- |
| 1       | Karim Ansarifard | Portugal    |
| 1 (csc) | Aziz Bouhaddouz  | Maroc       |
| TOTAL   | 2 BUTS           | 2 BUTS      |

| Passes | Joueurs          | Adversaires      |
| ------ | ---------------- | ---------------- |
| 0      |                  |                  |
| TOTAL  | 0 PASSE DÉCISIVE | 0 PASSE DÉCISIVE |

## Surnom de l'équipe iranienne
La sélection irannienne est surnommée la Team Melli[réf. souhaitée].

## Polémique Nike
Quelques semaines du début de la compétition, à la suite des sanctions économiques décidées par le président Donald Trump visant l'Iran, l'équipementier américain Nike annonce son refus d'équiper en chaussure l'équipe iranienne. Une décision condamnée par le Conseil national américano-iranien (NIAC) et qui pousse les autorités du football iranien à saisir la FIFA